# Nowina (powiat czarnkowsko-trzcianecki)
Nowina – wieś w Polsce położona w województwie wielkopolskim, w powiecie czarnkowsko-trzcianeckim, w gminie Lubasz.
| SIMC    | Nazwa          | Rodzaj    |
| ------- | -------------- | --------- |
| 1005815 | Czarne Olendry | część wsi |
| 1005850 | Kierzki        | część wsi |

W latach 1975–1998 miejscowość położona była w województwie pilskim.
W pobliżu wsi wypływa Miała.
W miejscowości funkcjonuje filiał Parafii Ewangelicko-Metodystycznej w Chodzieży (Nowina nr 15), prowadzący nabożeństwa raz w miesiącu.